# Ricky Gervais
Ricky Dene Gervais (engelska: [ˈɹɪki diːn dʒərˈveɪz]), född 25 juni 1961 i Reading i Berkshire, är en brittisk komiker, manusförfattare, regissör, producent och skådespelare. Han spelade bland annat rollen som kontorschefen David Brent i komediserien The Office, som han skrev tillsammans med Stephen Merchant. Förutom TV-serier har Gervais även medverkat i spelfilmer och turnerat som ståuppkomiker. Han har också gett ut böcker med tecknade figurer, kallade Flanimals, som även var tänkt som en tv-serie men planerna lades ner. Han är också idéskaparen bakom TV-serien En idiot på resa.
År 2012 var han med i ett avsnitt av TV-serien Comedians in Cars Getting Coffee.
Gervais är även känd för sin kärlek till djur och sitt engagemang i olika djurrättsfrågor och blev 2013 utsedd till djurrättsorganisationen PETA:s "Person of the Year".
Innan Gervais slog igenom som komiker hade han en kortlivad karriär som musiker. Gervais var sångare och textförfattare i den brittiska new wave-duon Seona Dancing åren 1982–1984.
Gervais är ateist och tar i serien Livet från den andra sidan upp sorg och saknad ur en humanistisk livsåskådning.

## Familj
Ricky Gervais far Lawrence Raymond "Jerry" Gervais var en fransk-kanadensare från Ontario som emigrerade till England under andra världskriget, därav det franskklingande efternamnet. Gervais mor Eva Sophia (född House) är engelsk.
Gervais är sambo med Jane Fallon sedan 1982.

## Filmografi (urval)
- 1999 – The Jim Tavaré Show (TV-serie)
- 1999 – Comedy Lab (TV-serie)
- 2001 – Dog Eat Dog
- 2001–2003 – The Office (manus, regi och roll i TV-serie)
- 2003 – Happiness (TV-serie)
- 2004 – Alias (TV-serie)
- 2005 – Valiant och de fjäderlätta hjältarna (röst)
- 2005 – Resident Evil 4 (röst i videospel)
- 2005–2007 – Extras (manus, regi och roll i TV-serie)
- 2005–2013 – The Office (amerikansk TV-serie) (manus till TV-serie)
- 2006 – For Your Consideration
- 2006 – Natt på museet
- 2007 – Stardust
- 2008 – Ghost Town (huvudroll)
- 2008 – Grand Theft Auto IV (röst i videospel)
- 2009 – Night at the Museum 2: Battle of the Smithsonian (röst i videospel)
- 2009 – Natt på museet 2
- 2009 – The Invention of Lying (manus, regi och roll)
- 2010 – Cemetery Junction (manus, regi och biroll)
- 2010–2012 – The Ricky Gervais Show (röst i TV-serie)
- 2011–2013 – Life's Too Short (TV-serie) (manus, regi, produktion, biroll)
- 2011 – Spy Kids: All the Time in the World (röst)
- 2012–2014 – Derek (manus, regi och roll i TV-serie)
- 2014 – Muppets Most Wanted
- 2014 – Natt på museet: Gravkammarens hemlighet
- 2015 – Den lille prinsen (röst)
- 2016 – Special Correspondents (manus, regi och roll)
- 2016 – David Brent: Life on the Road (manus, regi och roll)
- 2019 – After Life (manus, regi och roll i TV-serie)
- 2025 – Hundmannen

## Ståupp-shower
- 2003 – Ricky Gervais Live: Animals
- 2004 – Ricky Gervais Live 2: Politics
- 2007 – Ricky Gervais Live 3: Fame
- 2010 – Ricky Gervais Live IV: Science
- 2017 – Ricky Gervais Live V: Humanity
- 2020-2022 – Ricky Gervais: SuperNature